# Luís Filipe
Luís Filipe Ângelo Rodrigues Fernandes (Cantanhede, 14 giugno 1979) è un ex calciatore portoghese, di ruolo difensore o centrocampista.

## Palmarès

### Club

#### Competizioni nazionali
- Campionato portoghese: 1

Benfica: 2009-2010